# Стрічкарка велика червона
Стрічкарка велика червона (Catocala dilecta) — вид комах з родини Noctuidae. Один з 240 видів роду, один з 18 видів фауни України.

## Морфологічні ознаки
Розмах крил — 62–92 мм. Забарвлення основного фону передніх крил варіює від сірувато-коричневого до майже коричневого з чорними поперечними смугами і бурувато-сірою оторочкою. Задні крила малиново-червоні з вузькою чорною внутрішньою медіальною смугою та чорним зовнішнім краєм; торочка в чорних і білих плямах.

## Поширення
Поширений у Південній Європі, локально у Центральній та Східній Європі (Західно-Кавказький регіон), Малій Азії, Північній Африці, в Україні — Крим.

## Особливості біології
Дає 1 генерацію на рік. Зимують яйця. Гусінь живиться листям дуба з квітня до початку липня, розвивається в середньому 23 доби. Літ метеликів — з кінця червня до вересня.

## Загрози та охорона
Причини низької чисельності: імовірно, застосування пестицидів для знищення шкідників лісу.
Охороняється у ПЗ Криму як компонент біоценозу. Рекомендується збереження природних дібров та насаджень дуба; слід заборонити хімічну обробку лісів та парків.